# 8 Sidor
8 Sidor är en nyhetstidning på lättläst svenska. Tidningen utkommer en gång i veckan, på onsdagar. Upplagan är omkring 9 500 exemplar. Läsarundersökningar visar att varje nummer har omkring 100 000 läsare, jämnt fördelade över Sverige. De som läser 8 Sidor är elever i grundskolan, vuxenutbildning, personer med intellektuellt funktionshinder, invandrare och många andra människor som har svårt att läsa en vanlig dagstidning. 8 Sidor var till 2015 en del av Centrum för lättläst, därefter Myndigheten för tillgängliga medier och erhåller ekonomiskt stöd från kulturdepartementet.

## Historia
Vid FUB:s landsmöte 1974 föreslog Ingrid Dalén att det borde startas en nyhetstidning för personer med utvecklingsstörning. Deltagarna på landsmötet höll med om att det var en bra idé och FUB skickade förslaget vidare till regeringen. Rektorn för Journalisthögskolan i Göteborg, Lars Alfvegren, fick i uppdrag att utreda saken. Lars Alfvegren föreslog att man skulle göra försök i fler dagstidningar, den statliga handikapputredningen som blev klar 1976 tyckte samma sak.
Men inget händer förrän 1982.
Ylva Killander arbetade med FUB:s tidning Steget och Ingrid Dalén skrev tillsammans med kanslichefen på FUB ett brev till regeringen. Frågan togs om hand av taltidningskommittén som arbetade med tidningar för synskadade. I december 1983 fick kommittén ett uppdrag till, att utreda hur man bäst kan förmedla nyheter till människor som har svårt att läsa. Taltidningskommittén bestämde sig för att starta ett praktiskt försök. Under hösten 1984 gjorde man tre provnummer av nyhetstidningen 8 Sidor.
Det första numret kom ut den 11 oktober 1984.
8 Sidor blev uppskattad och fortsatte att ges ut. I början kom den varannan vecka men ganska snart varje vecka, precis som den fortfarande gör.
8 Sidor hade funnits i två år då regeringen och riksdagen bestämde att permanenta utgivningen. Man tyckte att även de som har svårt att läsa eller förstå ska kunna ta del av nyheter och information om vad som händer i världen. Den 1 januari 1987 blev 8 Sidor permanent. Tidningen togs över av LL-stiftelsen, som numera kallar sig Centrum för lättläst.
1997 börjar 8 Sidor publicera dagliga nyheter på internet.
2003 kom den första titeln i skriftserien.
Sedan 2010 driver 8 Sidor Alla väljare  en webbplats med lättläst information inför valet.
8 Sidor har som första lättlästa tidning i norden varit förebild för norska Klar Tale och finländska Lätta bladet och Selkosanomat.

## Redaktionellt innehåll
8 Sidor ska ha samma nyhetsbevakning och nyhetsvärdering som andra nyhetstidningar, tidningen är alltså inte skriven för något särskild läsargrupp. Tidningen formulerar sitt uppdrag så här: "Vi ska inte hoppa över några ämnen, även om de är svåra. Vi ska göra dem lätta i stället". Tidningens åtta sidor fördelar sig på två sidor inrikes och en sida vardera utrikes, sport, kultur, vardagsliv, samt baksida och förstasida.